# Earl Gardner
Earl Barton Gardner (Lagoda, 18 settembre 1923 – Dayton, 15 ottobre 2005) è stato un cestista e allenatore di pallacanestro statunitense, professionista nella BAA.

## Carriera
Venne selezionato dai Minneapolis Lakers nel Draft BAA 1948.

## Palmarès
- Campione BAA (1949)